# Maromaku
La ville de Maromaku est une localité de la région du Northland située dans l’île du Nord de la Nouvelle-Zélande.

## Situation
La  State Highway 1/S H1 passe juste à l’est de la ville de Maromaku. 
La ville de Kawakawa est située au nord et celle de Towai est au sud-est ,.

## Éducation
- L'école de Maromaku School est une école primaire mixté allant de l'année 1 à  8  avec un taux de décile de 3 et un effectif de 54 élèves[3].
- L'école primaire de Towai fut fermée en janvier 2005 et les élèves  furent déplacés vers l’école de Maromaku [4].